# ロシア鉄道TGM11形ディーゼル機関車
TGM11形（ロシア語: ТГМ11）は、リュディノフスキー機関車工場が1992年から製造した液体式ディーゼル機関車（ロード・スイッチャー）。サハリンの鉄道向けの車両として開発され、狭軌（1,067 mm軌間）向けのTGM11形、広軌（1,520 mm軌間）向けのTGM11A形（ТГМ11А）の生産が行われた。

## 概要・運用
狭軌用のTGM7形および広軌用のTGM3A・TGM3B形の後継車両として開発された機関車。車体はソ連本土向けのTGM4B形を基に、当時建築限界が狭い箇所があったサハリンの鉄道へ向けて設計の変更が行われた。機器室は側面扉や取り外し可能な屋根が設置されており、修理を容易にした。
ディーゼルエンジンもTGM4B形の211D-3M形を基に開発された6気筒4ストローク機関の222D（6CHN21/21）形（1,050 HP、1,200 rpm）が用いられ、低速（入換用）・高速（本線用）の2段変速が可能なトルクコンバータやカルダンシャフトを介して台車に動力が伝えられた。狭軌向けのTGM11形と広軌向けのTGM11A形は共通設計の台車を使用しており、それぞれの軌間に対応した車輪に交換する事が可能であった。また床下には砂箱や砂撒き装置が設置されていたが、試運転時に線路との接触による破損が相次いだ事から位置が変更された。
1992年から1996年にかけてTGM11形・TGM11A形合わせて21両が製造されたが、TGM7形の完全置き換えには至らなかった。またTGM11A形についても広軌路線（オハ・モスカリヴォ鉄道）には配置されず狭軌用台車を履きTGM11形との共通運用に用いられた。狭軌路線の改軌への対応工事も行われず、TGM11形は2018年までに全車廃車されており、2019年現在TGM11A形が2両在籍するのみとなっている。

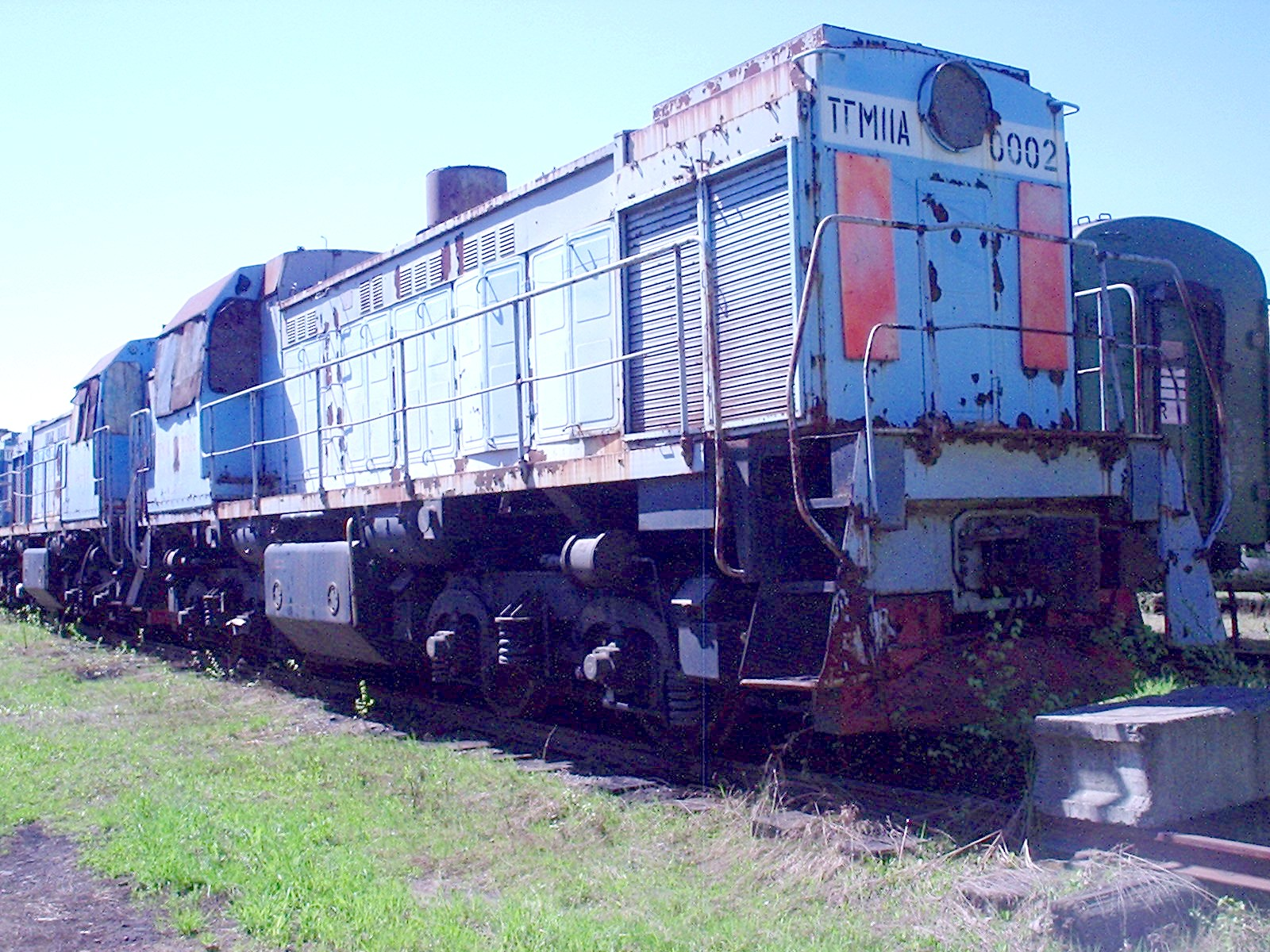
TGM11A-0002

## 参考資料
- 竹島紀元「サハリンの鉄道1999 国鉄車両の現況とオハ鉄道」『鉄道ジャーナル』第33巻第12号、鉄道ジャーナル社、1999年12月、115-119頁、ISSN 0288-2337。

- Абрамов Е.Р (2015). Локомотивы и моторвагонный подвижной состав с двигателями внутреннего сгорания отечественных железных дорог. Москва́